# Type trophique
Le type trophique (du mot grec τροφή / trophḗ, « nourriture ») définit la manière dont un organisme vivant constitue sa propre matière organique et produit l'énergie dont il a besoin. Ces deux mécanismes sont intimement liés et forment le métabolisme d'un organisme.
Le type trophique s'analyse en trois axes : 
1. la nature de la source de carbone (autotrophie, hétérotrophie)
2. la nature organique (organotrophie) ou inorganique (lithotrophie) du donneur d'électrons (pour la réduction de la source de carbone en molécules organiques)
3. la nature de la source d'énergie qui sera emmagasinée dans les molécules organiques synthétisées (phototrophie, chimiotrophie), ou consommée par les cellules pour leur fonctionnement.

Les critères 3, 2 et 1 (dans cet ordre) permettent de composer le nom du type trophique. Il y a huit combinaisons. Toutes existent. Le critère 1 permet de classer les organismes en autotrophes et hétérotrophes (voir plus bas).
Un même organisme peut souvent utiliser plusieurs de ces mécanismes, parfois simultanément, parfois selon les conditions physico-chimiques de son environnement. Par exemple, les végétaux photosynthétiques réalisent simultanément la photosynthèse (en présence de lumière) pour produire leur matière organique, et la respiration pour produire l'énergie dont ont besoin leurs cellules (en présence ou en l'absence de lumière). Ces deux mécanismes produisent de l'énergie sous forme d'ATP à des fins différentes, respectivement anaboliques et cataboliques.

## Les types trophiques fondamentaux
Les modes de nutrition des organismes vivants peuvent être répartis en types fondamentaux.
Selon la source de carbone : 
- autotrophie au carbone : source de carbone inorganique (dioxyde de carbone)
- hétérotrophie au carbone : source de carbone organique (molécule organique préexistante)
- mixotrophie : source de carbone inorganique + source de carbone organique

Selon la source d'énergie : 
- phototrophie : source d'énergie physique (lumière)
- chimiotrophie : source d'énergie chimique (organique ou inorganique) c'est-à-dire la source de pouvoir réducteur (d'électrons) dont l'oxydation fournira de l'énergie avec :
  - la lithotrophie : source de pouvoir réducteur minéral (exemples : ammoniac/ammonium, hydrogène sulfuré, soufre…)
  - l'organotrophie : source de pouvoir réducteur organique (exemples : glucose, acides gras,…)

(pour rappel, la réduction d'une entité chimique est un gain d'électrons, l'oxydation est une perte d'électrons) 
Ces trois types trophiques fondamentaux, combinés, sont à la source de huit mécanismes, tous utilisés. 

### Cas des animaux et des végétaux photosynthétiques
La diversité des types trophiques est surtout due aux bactéries. Si leur importance est majeure pour la transformation de la matière organique ou inorganique pour les organismes macroscopiques, tout au long d'une chaîne trophique, les métabolismes les mieux connus et les plus importants dans notre vie courante sont ceux des animaux (chimio-organo-hétérotrophes, souvent présentés abusivement comme modèle d'hétérotrophie) et des végétaux photosynthétiques (photo-litho-autotrophes, souvent présentés abusivement comme modèle d'autotrophie). Notons que les bactéries du système digestif humain sont dix fois plus nombreuses que les cellules appartenant en propre à l'organisme (plusieurs milliers à dizaines de milliers d'espèces), et pèsent en moyenne 2 kg. Ce microbiote de l'organisme humain est parfois considéré comme un organe à part entière. De fait, nous ne pourrions pas nous passer de leurs fonctions dans notre métabolisme.

### Tableau des différents types trophiques
| Source d'énergie                                                    | Source d'électrons         | Source de carbone                                  | Type trophique           | Exemples |
| ------------------------------------------------------------------- | -------------------------- | -------------------------------------------------- | ------------------------ | --- |
| Lumière Photo-                                                      | Composé organique -organo- | Organique -hétérotrophe                            | Photoorganohétérotrophe  | Certaines bactéries |
| Lumière Photo-                                                      | Composé organique -organo- | Minérale (dioxyde de carbone) -autotrophe          | Photoorganoautotrophe    | Certaines bactéries (Athiorhodacées…), hémiparasites végétaux chlorophylliens (certaines Orchidées, Gui…)                                                            |
| Lumière Photo-                                                      | Inorganique -litho-        | Organique -hétérotrophe                            | Photolithohétérotrophe   | Certaines bactéries (Thiobaca…) |
| Lumière Photo-                                                      | Inorganique -litho-        | Minérale (dioxyde de carbone) -autotrophe          | Photolithoautotrophe     | Végétaux chlorophylliens, certaines bactéries (la plupart des Cyanobactéries, Thiorhodacées, Chlorobactéries…)                                                       |
| Oxydation d'un composé chimique organique ou minéral réduit Chimio- | Composé organique -organo- | Organique -hétérotrophe                            | Chimioorganohétérotrophe | Animaux, Mycètes (champignons), végétaux non chlorophylliens (parasites comme l'Orobanche), la plupart des bactéries (dénitrifiantes ...).                           |
| Oxydation d'un composé chimique organique ou minéral réduit Chimio- | Composé organique -organo- | Minérale (dioxyde de carbone) -autotrophe          | Chimioorganoautotrophe   | Rare, certains Dinoflagellés (mixotrophie) |
| Oxydation d'un composé chimique organique ou minéral réduit Chimio- | Inorganique -litho-        | Organique -hétérotrophe                            | Chimiolithohétérotrophe  | Certaines bactéries (Bosea, Albibacter…) |
| Oxydation d'un composé chimique organique ou minéral réduit Chimio- | Inorganique -litho-        | Minérale (dioxyde de carbone, méthane) -autotrophe | Chimiolithoautotrophe    | Certaines bactéries dites chimiosynthétiques, terrestres (nitrifiantes, méthanogènes…), ou marines (écosystèmes hydrothermaux). La source d'énergie est inorganique. |

## Les types trophiques des êtres vivants
Les types trophiques ne sont pas exclusifs les uns des autres. 
Ils peuvent coexister, comme chez les végétaux chlorophylliens, qui sont à la fois des photolithoautotrophes - lorsqu'ils réalisent la photosynthèse - et des chimioorganotrophes - lorsqu'ils respirent en oxydant leur propre production organique. 
Ils peuvent aussi se succéder : de nombreuses bactéries peuvent ainsi changer de type trophique en fonction des conditions environnementales dont elles disposent  (par exemple présence ou absence de lumière, présence ou absence d'oxygène). Certains métabolismes sont dits obligatoires, d'autres facultatifs. Par exemple, certains organismes comme les Euglènes peuvent être phototrophes dans des conditions adéquates, puis perdre leurs chloroplastes de façon irréversible et devenir ainsi exclusivement chimiotrophes.

### L'autotrophie
Au début d'une chaîne alimentaire (= chaîne trophique, du grec trophein = manger), il y a toujours un organisme autotrophe, capable de produire toutes les molécules organiques de structure et de fonction qui le constituent en effectuant la réduction du CO2 (carbone inorganique) en carbone organique. En plus de cette faculté à créer des structures organiques à partir du seul CO2, certains des autotrophes ont un impact majeur sur les cycles biogéochimiques de nombreux éléments, via leurs métabolismes respiratoires (e.g. organismes chimiolithoautotrophes)
- Les organismes photolithoautotrophes sont les végétaux chlorophylliens, les cyanobactéries, les bactéries vertes sulfureuses (chlorobactéries) ou les bactéries pourpres sulfureuses (thiorhodacées). Tous réalisent une photosynthèse grâce à des pigments photosynthétiques. La réduction du carbone inorganique nécessite un donneur d'électrons : les végétaux chlorophylliens et les Cyanobactéries utilisent l'eau (lithotrophie) et rejettent du dioxygène ; les bactéries sulfureuses peuvent facultativement ou exclusivement utiliser des composés à base de soufre (sulfures qu'ils transforment en soufre  par exemple)[3].

- Les organismes photoorganoautotrophes utilisent aussi le CO2 comme source de carbone et la lumière comme source d'énergie, mais ont recours à des molécules organiques comme source d'électrons respiratoires. Exemples: les bactéries non sulfureuses pourpres (Athiorhodacées).

- Les organismes chimiolithoautotrophes et chimioorganoautotrophes, utilisent aussi le CO2 comme source de carbone, mais retirent leurs électrons respiratoires et leur énergie de la transformation exergonique de molécules organiques ou inorganiques. Les bactéries aérobies chimiolithoautotrophes : hydrogénobactéries, bactéries nitrifiantes, bactéries sulfo-oxydantes et bactéries ferro-oxydantes ; utilisent respectivement H2, NH4+ et NO2−, H2S et S0, Fe2+, comme donneurs d'électrons et O2 comme accepteur, afin d'obtenir de l'énergie cellulaire via une chaîne respiratoire. Les bactéries anaérobies chimiolithoautotrophes et chimioorganoautotrophes : bactéries dénitrifiantes, bactéries ferriréductrices, bactéries sulforéductrices, bactéries sulfatoréductrices et archées méthanogènes, effectuent à peu près les réactions inverses, puisqu'elles utilisent comme source d'électrons respiratoires des substrats organiques (chimioorganoautotrophes) ou de l'hydrogène (chimiolithoautotrophes) et des composés inorganiques oxydés comme accepteurs d'électrons (respectivement NO3− et NO2−, Fe3+, S0, SO42−, CO2). Ces deux types de métabolismes jouent un rôle majeur dans les cycles biogéochimiques (N, Fe, S, C, O)[4]

### L'hétérotrophie
On distingue les photoorganotrophes et les chimioorganotrophes, qui utilisent respectivement la lumière et l'énergie des liaisons chimiques comme source d'énergie.
- Les organismes photoorganotrophes sont des bactéries photosynthétiques qui utilisent des molécules organiques comme source de carbone, une molécule organique comme source d'électrons pour la réduction de ce carbone, et la lumière comme source d'énergie (certaines cyanobactéries, par exemple).

- Les organismes chimioorganotrophes sont les animaux, les mycètes (champignons, levures), les végétaux chlorophylliens et non chlorophylliens, et des bactéries. Leurs sources d'énergie, de carbone et d'électrons sont toutes trois des molécules organiques. Le dioxygène joue le rôle d'accepteur final d'électrons dans le cas de la respiration aérobie, mais ce peut être aussi un ion (nitrate, sulfate, carbonate…) dans le cas de la respiration anaérobie, ou une molécule organique dans le cas de la fermentation (lactate pour la fermentation lactique, éthanol pour la fermentation alcoolique…).

Remarque : Les végétaux chlorophylliens consomment de la matière organique qu'ils ont eux-mêmes produite : ils respirent aussi et consomment de l'oxygène, en présence comme en l'absence de lumière. Ce sont donc à la fois des chimioorganotrophes et des photolithotrophes. Ces catégories ne sont pas nécessairement exclusives les unes des autres. Un même organisme peut appartenir simultanément ou successivement à plusieurs de ces catégories. Toutefois, on préfère souligner la source primaire d'énergie : on qualifiera donc les végétaux chlorophylliens de photolithotrophes, car ils ne sauraient être que chimioorganotrophes.

### La mixotrophie
La mixotrophie est le mode trophique d'organismes vivants capables de se nourrir par autotrophie (via la photosynthèse) aussi bien que par hétérotrophie (aux dépens de constituants organiques préexistants), consécutivement ou simultanément. Ces organismes sont dits mixotrophes.
La mixotrophie concerne des organismes autotrophes pour le carbone (c'est-à-dire capables de synthétiser de la matière organique à partir de matière minérale comme le dioxyde de carbone) et capables de vivre comme des hétérotrophes en absence d'énergie lumineuse à l'origine de l'autotrophie ou encore des organismes nécessitant simultanément la présence d'énergie lumineuse et carbone organique.
On considère maintenant comme mixotrophe une grande majorité des protistes y compris chez les phytoflagellés qui captent l'énergie lumineuse le jour et le carbone organique la nuit. De manière générale les protistes même dépourvus de chloroplaste sont à la fois capables de récupérer l'énergie lumineuse via les différents plastes et absorber par osmose le carbone organique présent dans le milieu. La vision qui consiste à partager les êtres entre animaux et végétaux ne peut pas s'appliquer aux protistes.
L'exemple le plus célèbre concerne les euglènes. Ce sont des organismes unicellulaires libres vivant en eau douce. Ces organismes sont capables de réaliser la photosynthèse en présence de lumière. En l'absence de lumière, elles deviennent hétérotrophes pour le carbone et restent capables de vivre contrairement à d'autres organismes photolithotrophes comme les plantes chlorophylliennes.
On peut distinguer différents groupes de mixotrophes, selon la source de leurs capacités photosynthétiques :
- les mixotrophes constitutifs, qui sont dotés du matériel génétique leur permettant de produire et maintenir les plastes (exemples : Karlodinium, Prymnesium) ;
- les mixotrophes non constitutifs, qui gardent dans leur cytoplasme le matériel photosynthétique provenant de leurs proies :
  - les généralistes, qui bénéficient des chloroplastes d'une grande variété d'autres organismes mais ne sont pas capables de les maintenir fonctionnels plus de quelques jours (Laboea, Strombidium),
  - les spécialistes, qui dépendent d'un type particulier de proies mais :
    - en gardent fonctionnels les plastes jusqu'à plusieurs mois (Dinophysis),
    - ou mettent à leur service des colonies entières de proies photosynthétiques, qui restent vivantes (foraminifères, radiolaires).

### La colonne de Winogradsky
La colonne de Winogradsky permet de réunir dans une biocénose bactérienne tous ces types trophiques à la fois. Le biologiste russe Sergueï Winogradsky (1856-1953) est à l'origine de la découverte de la chimiolithotrophie des bactéries sulfureuses dans les années 1885-1888 (Laboratoire de botanique, Université de Strasbourg). Une bactérie nitrifiante porte son nom (Nitrobacter winogradskyi).

### Les différentes chimiosynthèses
Il serait raisonnable de parler de chimiosynthèse par opposition à photosynthèse, c'est-à-dire dès que la source d'énergie est d'origine chimique au lieu de lumineuse. Peu d'auteurs le font. Beaucoup réservent le terme de chimiosynthèse aux métabolismes chimiolithotrophes oxydant des composés minéraux (par exemple, l'article sur la chimiosynthèse). Ainsi, les autres chimiolithotrophes, oxydant des composés organiques, et les chimioorganotrophes que nous sommes sont exclus de ce vocable. Mais il est juste de dire qu'un être humain a un métabolisme chimiosynthétique. 
Dans la pratique, le terme de chimiosynthèse est souvent employé pour désigner le métabolisme des autotrophes découverts par les bathyscaphes américain ALVIN et français CYANA dans les années 1977-1979 lors de plongées sur des dorsales océaniques dans le Pacifique oriental par environ 2 500 mètres de fond (Première observation de "fumeurs noirs" sur la dorsale des îles Galápagos en 1977 par l'ALVIN par 2 630 mètres de fond).
À cette profondeur, tout le rayonnement solaire utilisable est absorbé (l'obscurité est totale). Un paradigme de la biologie avant cette époque consistait à penser que le soleil était absolument nécessaire à toute chaîne trophique, comme source d'énergie pour les producteurs primaires. Certes, on connaissait des chimiolithotrophes minéraux depuis le XIXe siècle, mais la biomasse de départ ne pouvait être fournie de façon suffisante que par des végétaux.  D'autres métabolismes autotrophes allaient être découverts.